# 倒卵叶忍冬
倒卵叶忍冬（学名：Lonicera hemsleyana）是忍冬科忍冬属的植物，是中国的特有植物。分布在中国大陆的江西、安徽、浙江等地，生长于海拔900米至1,500米的地区，常生于溪涧杂木林中或山坡灌丛中，目前尚未由人工引种栽培。